# Рансон корпоратион (Западна Вирџинија)
Рансон корпоратион (енгл. Ranson corporation) град је у америчкој савезној држави Западна Вирџинија.

## Демографија
По попису из 2010. године број становника је 4.440.
| Група             | 2000.    | 2010.         |
| Белци             | 0 (0,0%) | 3.062 (69,0%) |
| Афроамериканци    | 0 (0,0%) | 627 (14,1%)   |
| Азијати           | 0 (0,0%) | 60 (1,4%)     |
| Хиспаноамериканци | 0 (0,0%) | 538 (12,1%)   |
| Укупно            | 0        | 4.440         |